# 梅棹エリオ
梅棹 エリオ（うめさお えりお、1948年 - ）は京都府出身の元冒険家。

## 概要
梅棹忠夫の長男。平安高等学校の規則の厳しさに反撥して同校を3ヶ月で自主退学し、翌年、京都府立鴨沂高等学校に入学。同校では山岳部に所属。同校2年生のとき成績不良で落第し、2度目の2年生の夏休みに屋久島を旅したことがきっかけで熱気球飛行を思い立つ。1969年同校卒業。
1969年9月28日、京大工学部生の田中厚生、京大理学部生の嶋本伸雄、立命館大機械科生の仁張育夫（にんばり いくお）、浪人生（のち千葉大生）小又哲と共に日本初の熱気球飛行に成功（顧問は名古屋大学教授樋口敬二）。この体験を「若人の夢・風船旅行のスリル」と題して『旅』1970年1月号に発表。1972年、単行本『熱気球イカロス5号』を中央公論社から刊行。同じく1972年、朝日講座『探検と冒険』第8巻「海と空」（朝日新聞社）に「熱気球の操縦術」を寄稿。
大学進学も就職もせず「誇り高き無職」（『熱気球イカロス5号』p.225）を続けていたが、現在は「自然農法アドバイザー」で団体職員としても働いている。弟の梅棹マヤオは陶芸家。

## 著書
- 熱気球イカロス５号　ISBN 9784122055032 　中央公論新社　2011年6月